# Seinsleutel

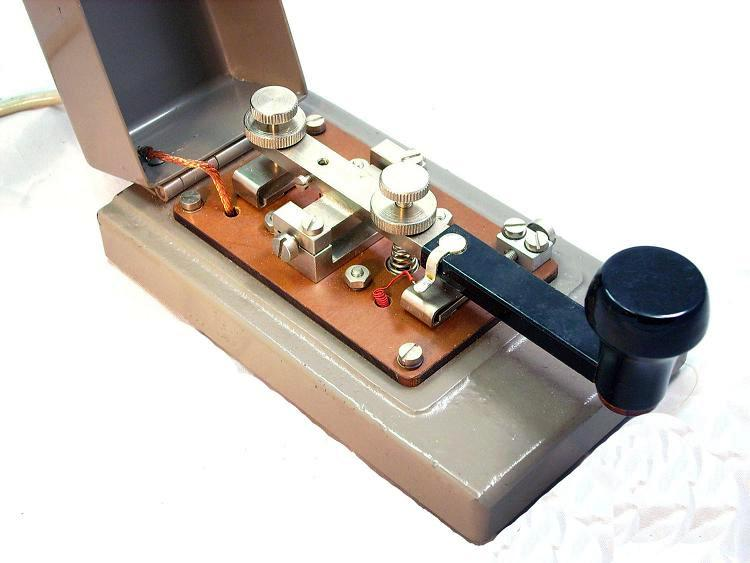
Seinsleutel voor telegrafie

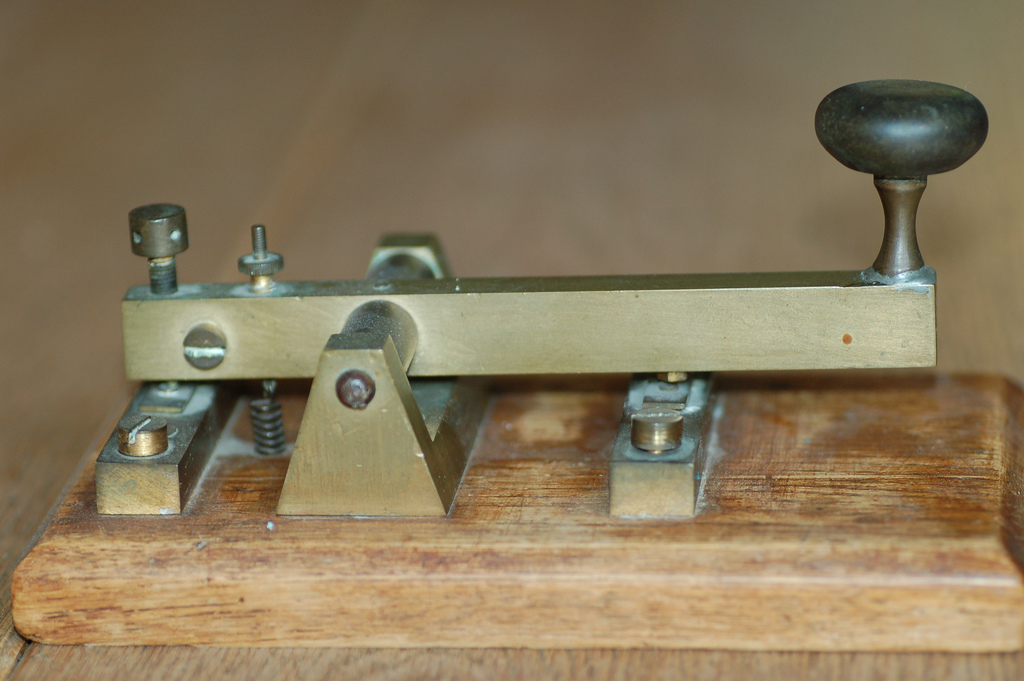
Seinsleutel

Een seinsleutel is een elektromechanisch toestel om elektrische pulsen te maken, normaliter voor morsecode. Het is een onderdeel van de communicatie per telegrafie. De term seinsleutel duidt gewoonlijk het hele toestel aan. Het bedieningselement van het toestel is de eigenlijke seinsleutel en wordt meestal kortweg sleutel genoemd. Deze bedient een elektrisch contact zodra de sleutel naar beneden wordt gedrukt. Bij loslaten drukt een veer de sleutel omhoog en wordt het contact verbroken. In het ritme van het bedienen van de seinsleutel wordt op deze wijze een serie elektrische pulsen gemaakt. Bij morsecode wordt gebruikgemaakt van korte en lange pulsen. De seinsleutel werd doorgaans bediend door een telegrafist, die speciaal was opgeleid om snel morsecode te kunnen zenden en ontcijferen.
Nadat telegrafie via morse in onbruik is geraakt, is de seinsleutel ook een zeldzamere verschijning geworden. Veel seinsleutels zijn echter nog in gebruik bij zendamateurs.